# Ochraniacz zębów

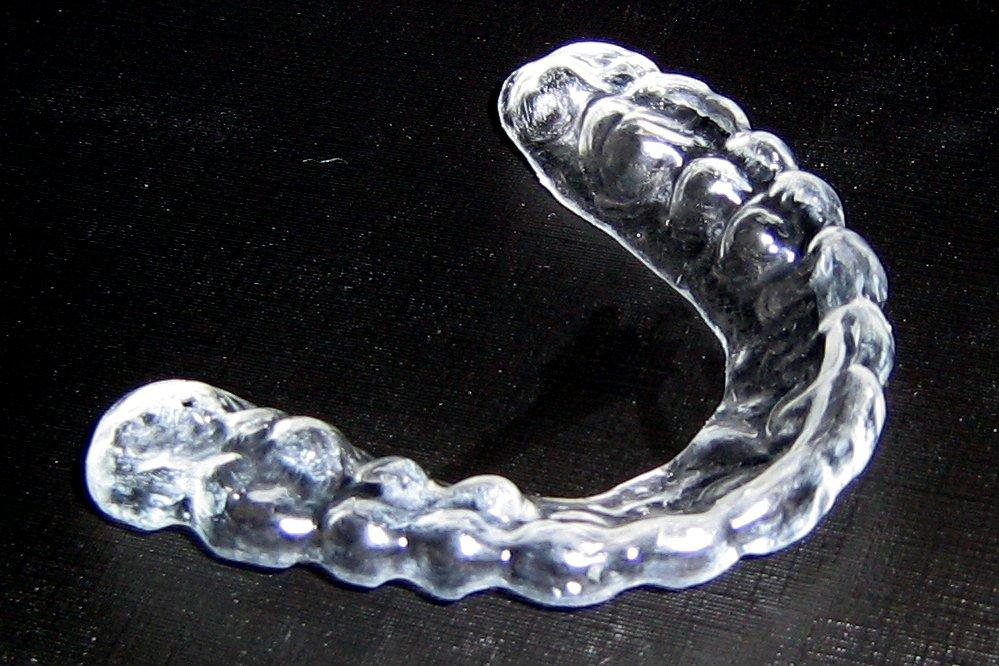
Przykład ochraniacza zębów używanego do leczenia
bruksizmu

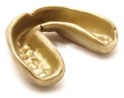
Przykład ochraniacza zębów używanego przez sportowców

Ochraniacz zębów – rodzaj zabezpieczenia zębów używanego w sportach walki oraz w innych sportach kontaktowych, takich jak rugby, hokej na lodzie, futbol amerykański, piłka ręczna, a także stosowanego w celach medycznych (np. przy zabiegach dentystycznych).
Służy do ochrony zębów przed wybiciem, złamaniem lub ukruszeniem, zapobiegając stykaniu się zębów górnych z dolnymi. Ma postać półokrągłej rynienki zakładanej na górne zęby w przypadku ochraniaczy pojedynczych lub na górne i dolne zęby w przypadku ochraniaczy podwójnych. Ochraniacz zębów jest najczęściej wykonany z tworzywa termoplastycznego umożliwiającego dokładne dopasowanie do zgryzu użytkownika poprzez podgrzanie w gorącej wodzie i ułożenie na zębach.